# Takalafia (Dioundiou)
Takalafia (auch: Takala Fia, Takalahia) ist ein Dorf in der Landgemeinde Dioundiou in Niger.

## Geographie
Das von einem traditionellen Ortsvorsteher (chef traditionnel) geleitete Dorf liegt am Rand des Trockentals Dallol Maouri. Es befindet sich rund 23 Kilometer südlich des Hauptorts Dioundiou der gleichnamigen Landgemeinde und des gleichnamigen Departements Dioundiou in der Region Dosso. Zu den Siedlungen in der näheren Umgebung von Takalafia zählen Guéza Bissala im Norden und Koutoumbou im Osten.
Es herrscht das Klima der Sudanzone vor, mit einer durchschnittlichen jährlichen Niederschlagsmenge zwischen 600 und 700 mm.

## Geschichte
Die Schweizer Direktion für Entwicklung und Zusammenarbeit finanzierte 1997 die Markierung eines südlich von Takalafia verlaufenden Korridors für die Viehwanderung.

## Bevölkerung
Bei der Volkszählung 2012 hatte Takalafia 1466 Einwohner, die in 169 Haushalten lebten. Bei der Volkszählung 2001 betrug die Einwohnerzahl 1099 in 153 Haushalten und bei der Volkszählung 1988 belief sich die Einwohnerzahl auf 936 in 122 Haushalten.

## Wirtschaft und Infrastruktur
Die Rônierpalmen-Zone von Takalafia erstreckt sich über eine Fläche von 1066 Hektar. Es gibt eine Schule im Dorf.